# Vendedor de pescado (escultura)
L'escultura urbana coneguda pel nom Vendedor de pescado, ubicada a la plaça Trascorrales, a la ciutat d'Oviedo, Principat d'Astúries, Espanya, és una de les més d'un centenar que adornen els carrers de l'esmentada ciutat espanyola.
El paisatge urbà d'aquesta ciutat, es veu adornat per obres escultòriques, generalment monuments commemoratius dedicats a personatges d'especial rellevància en un primer moment, i més purament artístiques des de finals del segle xx.
L'escultura, feta de bronze, és obra de José Antonio García Prieto, i està datada 1996.
L'obra representa un típic venedor de peix, i està formada per la figura d'un home a la gatzoneta, el qual es troba al costat d'una caixa rectangular, plena de peix. Amb ella es tracta de recordar als típics venedors que se situaven a les llotges i places de mercats com la que va albergar l'edifici de Trascorrales davant del qual es troba el grup escultòric sobre una pètria peanya.
La peça va ser donada pel mateix autor, el qual l'havia fet inicialment en fusta i després es va passar al bronze.